# Olena Falkman
Olena Falkman (omgeving Stockholm, 22 september 1849 – aldaar 13 september, 1928) was een Zweeds zangeres. Haar stembereik lag in alt.
Ze werd geboren in de vermogende familie van hofeleverancier in Carl Johan Falkman en Sofia Albertina Peterson. De familie zou later geruïneerd achterblijven. In 1876 huwde ze de Zweedse professor rechten, jurist en 26 jaar oudere Olof Mathias Theodor Rabenius. Hij was tevens een goede pianist. Uit het huwelijk werden ten minste drie kinderen geboren: de jurist Lars Rabenius, de schrijver Olof Rabenius en Nils Rabenius. Ze was zelf een nicht van de kunstschilder Severin Falkman.
Als geboren Zweedse groeide ze op in Sint Petersburg. Haar vader was hofleverancier van cognac en wodka aan het Russische hof. Ze kreeg haar muzikale opleiding aldaar van de Italiaanse zanger Giorgio Ronconi, die toen tien jaar in Sint-Petersburg verbleef. In de vroege jaren 70 begon ze met optredens. Ze gaf concerten met de violist August Wilhemj. Hij probeerde haar onder de aandacht te krijgen van Richard Wagner, maar zij zag zichzelf meer als liederenzangeres, dan zangeres in opera’s. Falkman ruilde Wilhelmj even later in voor de maestro Joseph Joachim.
Bij een concert in Stockholm werd ze omschreven als hebbend een prachtige, mooie, volle en sonore altstem. Een ander had het over een stem als een cello. Echter in dat jaar 1874 hield ze ook al haar afscheidsconcert in Oslo met de Noorse pianiste Agathe Backer-Grøndahl. Haar afscheid, dat toen opzien baarde in kunstkringen, was een gevolg van haar huwelijk met Rabenius. Samen vestigden ze zich in Uppsala. Ze gaf nog wel liefdadigheidsconcerten, maar van een echt concert was geen sprake meer. Ze bekwaamde zich verder in leren.
Backer-Grøndahl 'droeg haar (gedrukte) Fyra sanger aan haar op. Ludvig Norman deed hetzelfde met zijn cantate Rosa rorans bonitatem.    
- LIBRIS: 396998
- Virtual International Authority File: 4931147312829437970006